# Centaurea paxorum
Centaurea paxorum — вид квіткових рослин родини айстрових (Asteraceae). Ендемік пн.-зх. Греції.